# Cabotegravir
Cabotegravir es un medicamento antirretroviral que se utiliza en el tratamiento y prevención de la infección por el virus de la inmunodeficiencia humana, agente causante del sida. Se administra en forma de comprimidos o en inyección intramuscular en combinación con rilpivirina.

## Mecanismo de acción
Actúa mediante el bloqueo de la enzima integrasa. La integrasa se encuentra en el interior del VIH y juega un papel muy importante para permitir la replicación del virus y su integración en el ADN de la célula humana. Por lo tanto el cabotegravir está emparentado con otros fármacos inhibidores de la integrasa, entre ellos raltegravir, elvitegravir, dolutegravir y bictegravir.

## Presentación y vía de administración
Se presenta en forma de comprimidos para su administración por vía oral, o en suspensión inyectable de acción retardada que se administra por vía intramuscular. La ventaja de la forma inyectable es que solo es preciso una administración al mes o cada dos meses.